# Julia Wärmer
Julia Wärmer (* 16. August 1989 in Rostock; Geburtsname Julia Lepke) ist eine ehemalige deutsche Ruderin. 

## Leben
Unter ihrem Geburtsnamen Julia Lepke startend belegte sie 2006 und 2007 im Doppelzweier jeweils den fünften Platz bei den Junioren-Weltmeisterschaften. 2008 wurde sie im Doppelvierer Zweite der U23-Weltregatta und Vierte der Europameisterschaften. Im Jahr darauf erreichte sie im Doppelvierer in München ihren ersten Weltcupsieg, bei den Europameisterschaften 2009 wurde sie mit Carina Bär Siebte im Doppelzweier. 2010 gewann sie mit Lisa Schmidla die U23-Weltmeisterschaft im Doppelzweier; 2011 stieg sie vom Skull- zum Riemenrudern um und belegte im Achter den vierten Platz bei den U23-Weltmeisterschaften. 2012 qualifizierte sich Lepke mit dem deutschen Frauenachter für die Olympischen Spiele in London. 2013 gewann sie mit dem Achter die Silbermedaille bei den Europameisterschaften und belegte bei den Weltmeisterschaften den vierten Platz im Vierer ohne Steuerfrau. 2014 ruderte sie die ganze Saison im Achter, gewann Bronze bei den Europameisterschaften und belegte bei den Weltmeisterschaften den siebten Platz. 2015 folgte der vierte Platz bei den Europameisterschaften, mit einem zehnten Platz bei den Weltmeisterschaften verpasste der Achter die Qualifikation für die Olympischen Spiele 2016. Nachdem diese Qualifikation auch bei der letzten Regatta in Luzern nicht nachgeholt werden konnte, endete ihre internationale Karriere.
Bei den deutschen Rudermeisterschaften gewann Julia Lepke zusammen mit Ulrike Sennewald, Anne-Sophie Agarius und Nadja Drygalla 2011 mit einer Renngemeinschaft aus Mecklenburg-Vorpommern den Titel im Vierer ohne Steuerfrau. Im Achter ruderten Drygalla und Sennewald im siegreichen Boot, während Agarius und Lepke im zweitplatzierten Boot saßen.
Julia Lepke heiratete im Sommer 2014 und führt seitdem den Namen Julia Wärmer. Sie ruderte für den Rostocker Ruderclub von 1885.